# Мексиканский гризли
Мексиканский гризли (лат. Ursus arctos nelsoni) — подвид бурого медведя, вымерший в историческое время (60-е годы XX века).
Размеры медведя были очень большие. Уши маленькие, лоб высокий. У взрослых особей был хорошо выражен «горб» в области лопаток. Когти на передних лапах длинные (до 80 мм), слегка искривлённые, светлые. Окраска тела бурая, индивидуально изменчивая от светло-золотой до тёмно-жёлтой.
Были прежде распространены от штатов Аризона и Нью-Мексико в США до северной части полуострова Калифорния и северо-востока штата Сонора в Мексике, большей части штатов Чиуауа и Коауила и на юг до северного Дуранго. Последнее достоверное сообщение о мексиканском гризли относится к 1960 году, они ещё обитали в штате Чиуауа в 80 км к северу от города Чиуауа.
Уничтожение мексиканских гризли связано с неконтролируемой охотой и освоением человеком мест обитания этих медведей. С 1959 года мексиканское правительство запретило охоту на мексиканских гризли, но этот закон был принят запоздало и уже не смог спасти популяцию.